# Conocara salmoneum
Conocara salmoneum är en fiskart som först beskrevs av Gill och Townsend, 1897.  Conocara salmoneum ingår i släktet Conocara och familjen Alepocephalidae. Inga underarter finns listade i Catalogue of Life.